# جيب واجونير (سي جي)
جيب واجونير (بالإنجليزية: Jeep Wagoneer (SJ))‏ هي سيارة من تصنيع شركة يليز أوفرلاند موتورز.